# Gordònia (organització)
Gordònia (en hebreu: גורדוניה) va ser un moviment juvenil sionista. Les doctrines del moviment estaven basades en les creences del jueu Aaron David Gordon, és a dir, la salvació de la Terra d'Israel i del poble jueu a través del treball manual i la recuperació de l'idioma hebreu. A Gordonia, els nous membres van aprendre hebreu, i els membres més veterans es van organitzar en grups d'entrenament pendents d'emigrar a Terra Santa.

## Història
El moviment va ser fundat en 1923 a Polònia, l'organització va promoure l'emigració als kibutzim que estaven situats en el Mandat Britànic de Palestina durant el període d'entreguerres. Aquestes iniciatives pioneres van ser crucials en el desenvolupament del moviment del quibuts a Palestina i a l'estat d'Israel.
Establerta després de molts dels altres moviments sionistes socialistes, Gordònia, en els seus primers anys, lluitava existencialment. Emergint d'una crisi ideològica, Gordonia va ser vista com una reacció contra els errors fatals dels altres moviments juvenils sionistes, com Hashomer Hatzair, al que consideraven que havia adoptat ideals estrangers (per exemple, el marxisme), que amenaçaven amb desviar l'atenció de la important tasca històrica duta a terme pel pioners.
Gordònia considerava com el moviment juvenil pioner de les masses jueves, rebutjant els ideals teòrics del socialisme i el romanticisme, en favor dels valors pioners pràctics, encarnats en el mateix Gordon. La distinció principal entre Gordònia i els altres moviments juvenils sionistes, va anar la seva decisió de no participar en les activitats polítiques (d'acord amb la filosofia del seu precursor, el jueu Aaron David Gordon).
La filial de Gordònia als Estats Units era petita, i el moviment als EUA estava basat principalment a les ciutats de Washington DC, Baltimore i Dallas, amb solament un campament d'estiu anomenat: "campament Moshava", situat prop d'Annapolis. El grup es va fusionar amb el moviment juvenil sionista laborista Habonim Dror en abril de 1938.